# Corneliu Papură
(?)
|anoselecao = 1994–1996
|selecaonacional = Romênia
|partidasselecao = 0012 000(0)
}}
Corneliu Papură (Craiova, 5 de setembro de 1973) é um ex-futebolista romeno.

## Carreira
Corneliu Papură fez parte do elenco da Seleção Romena de Futebol das Copas do Mundo de 1994.